# Етран
Етран (швед. Ätran) — річка на півдні Швеції, друга за розмірами річка західного узбережжя країни.  Довжина річки становить 240 км,  площа басейну — 3342,2 км². 